# فرودگاه محلی شهرستان ناکس
فرودگاه محلی شهرستان ناکس (به انگلیسی: Knox County Regional Airport) یک فرودگاه همگانی با کد یاتا RKD است که یک باند فرود آسفالت دارد و طول باند آن ۱۵۲۶ متر است. این فرودگاه در شهر راکلند، مین کشور ایالات متحده آمریکا قرار دارد و در ارتفاع ۱۷٫۱ متری از سطح دریا واقع شده است.